# Asplenium aitchisonii
Asplenium aitchisonii är en svartbräkenväxtart som beskrevs av Fraser-jenk. och Reichst. Asplenium aitchisonii ingår i släktet Asplenium och familjen Aspleniaceae. Inga underarter finns listade.